# 훗코다이마에역
훗코다이마에역(일본어: 福工大前駅 훗코다이마에에키[*])은 일본 후쿠오카현 후쿠오카시 히가시구에 있는, 규슈 여객철도 가고시마 본선의 역이다. 2008년에 지쿠젠신구역으로부터 개칭 되었다.

## 역 구조 및 승강장
섬식 승강장 2면 4선을 가지는 지상역으로 선상 역사를 갖춘다. 이전은 상대식 승강장 2면 2선과 중앙으로 상행선의 통과선 1선을 가지는 지상역으로, 보통 열차만 정차와 그것에 수반해 쾌속 · 특급 대피(상행 열차만)를 하고 있었지만, 이용자 증가 때문에 2001년 3월 3일의 운행 시간표 개정부터 전 쾌속 열차가 정차해, 머지 않아 역사의 역 빌딩화, 승강장의 섬식화, 역 주변의 재개발 공사가 개시되었다. 이전은 역사가 후쿠오카 시 히가시 구 승강장은 히가시 구와 신구 정에 걸치고 있었지만, 공사 완료에 의해 현재의 역사 · 승강장과도 히가시 구에 설치되었다. 이 역이 특정 도구 시내(후쿠오카 시내)의 동단에 있다.
역 빌딩으로 기타구치와 훗코다이구치의 2개의 출입구가 있어, 자유통로로 연결할 수 있다. 역 빌딩 내에는 상점가 '프리에스타 지쿠젠신구', 공공시설 '고미센와지로', 베이커리 체인 '트란도르'(미니 점포)가 입거하고 있다.
더욱이, 훗코다이구치의 일부는 후쿠오카 공업 대학 관계자용의 통로가 있어, 관계자 이외는 통행금지가 되고 있다(이 통로 부분이 학원 내에 있기 때문에). 또한, 훗코다이구치는 시간대에 의해서 덧문이 내려 통행 금지가 되거나 하기 위해, 주의가 필요하다.
직영역으로, 발권 창구가 설치되어 있다. JR의 특정 도구 시내 제도에 걸쳐서 '후쿠오카 시내'의 역이며, 가고시마 본선에서는 가장 동쪽에 있다.
| 1 | ■ 가고시마 본선 | (하행) | 하카타 · 구루메 · 오무타 방면 |
| 2 | ■ 가고시마 본선 | (상행) | 오리오 · 고쿠라 · 모지코 방면 |

### 역 구내 시설
- 트란도르 훗코다이마에 점
- 드러그 일레븐 JR 훗코다이마에 점
- 훼미리마트 JR 훗코다이마에 점

## 이용 현황
- 2010년도의 1일 평균 승차 인원은 10,914명이다. 후쿠오카 시 안에서는, 하카타역, 가시이 역으로 다음 3번째로 높다. 또한 규슈 여객철도 내에서 10번째이다.

| 승차 인원 추이 | 승차 인원 추이 |
| 연도           | 1일 평균 인수  |
| -------------- | -------------- |
| 2000년         | 10,639         |
| 2001년         | 10,922         |
| 2002년         | 10,662         |
| 2003년         | 10,636         |
| 2004년         | 10,711         |
| 2005년         | 10,829         |
| 2006년         | 10,895         |
| 2007년         | 11,020         |
| 2008년         | 11,137         |
| 2009년         | 11,264         |
| 2010년         | 10,914         |

## 역 주변
역을 나와서 200m 정도 걸으면 신구 정으로 들어간다. 역 주변은 신구 정의 중심 시가지도 있다. 역 정면 출구 바로 앞에는 고층 맨션이 세워져 있다(이전은 멀티 글래스의 공방이었다).
- 후쿠오카 공업 대학
- 후쿠오카 은행 신구 지점
- 국도 제495호선
- 레인보우 모터스쿨 후쿠오카
- 할로데이 신구 점
- TSUTAYA 신구 점
- 홋토모토 신구 점

## 역사
- 1915년 6월 1일 : 철도성이 신구 신호장을 개설. 현재의 위치보다 300m 모지 항 가까이에 있었다.
- 1920년 10월 1일 : 신구 신호장을 300m 하카타 가까이에 이설해 지쿠젠신구역으로서 개칭 · 승격.
- 1987년 4월 1일 : 일본국유철도 분할 민영화에 의해 규슈 여객철도가 승계.
- 2000년 2월 17일 : 자동 개찰기 도입.
- 2001년 3월 3일 : 운행 시간표 개정에 의해, 쾌속 열차 정차역이 되었다.
- 2003년 3월 15일 : 역 빌딩이 완성해 역 서점이 이전.
- 2008년 3월 15일 : 훗코다이마에역으로 개칭. 이것에 의해, 가고시마 본선으로부터 지쿠젠의 구 국명을 씌운 역명이 소멸했다.
- 2009년 3월 1일 : IC카드 SUGOCA의 사용을 개시.

## 인접 역
| 가고시마 본선         | 가고시마 본선   | 가고시마 본선              |
| --------------------- | --------------- | -------------------------- |
| 고가 모지 항 방면     | ■ 쾌속 · 준쾌속 | 가시이 아라오 방면         |
| 신구추오 모지 항 방면 | ■ 보통          | 규산다이마에 가고시마 방면 |